# Mangala
Il mangala è un gioco da tavolo astratto appartenente alla famiglia dei mancala. È un gioco tradizionale della Turchia; lo si gioca per esempio nell'area di Gaziantep, in Anatolia meridionale. Il gioco fu descritto per la prima volta nel 1694 dall'inglese Thomas Hyde. Il nome del gioco dimostra la sua vicinanza culturale con il termine mancala, di origine araba, che viene oggi utilizzato per designare tutti i giochi dello stesso tipo diffusi in gran parte del mondo.

## Regole

### Tavoliere e disposizione iniziale
Il mangala si gioca con un tavoliere composto da 2 file di 6 (o 7) buche ciascuna. Inizialmente vengono piazzati cinque pezzi in ogni buca. Come in tutti i mancala tradizionali, i pezzi sono indifferenziati.

### Turno di gioco
Al proprio turno, il giocatore preleva tutti i pezzi da una delle buche e li semina in senso antiorario. Se l'ultimo pezzo cade in una buca che contiene due o quattro pezzi (includendo nel conteggio il pezzo appena inserito), tutti i pezzi sono catturati e rimossi dal tavoliere. Se questa buca è preceduta da altre buche che contengono due o quattro pezzi, anche i contenuti di queste buche vengono catturati.

### Fine del gioco e vittoria
Il gioco termina quando tutte le buche sono vuote. Vince il giocatore che ha catturato più pezzi.